# Walter Goetz
Walter Wilhelm Goetz, född 11 november 1867 i Lindenau vid Leipzig, död 30 oktober 1958 i Adelholzen, var en tysk historiker.
Goetz var 1905–13 professor vid Tübingens universitet, därpå 1913 vid Strassburgs universitet och var från 1915 professor vid Leipzigs universitet. Åren 1920–28 var han ledamot av Weimarrepublikens riksdag, där han tillhörde Deutsche Demokratische Partei. 
Bland Goetz skrifter märks Die Quellen zur Geschichte des heiligen Franz von Assisi (1904), König Robert von Neapel (1910), Persönlichkeit und Gemeinschaft in der Geschichte (1918), Das Wesen der deutschen Kultur (1919), Die deutsche Geschichtsschreibung des letzten Jahrhunderts und die Nation (1919) och Die Kriegsgreuel (1922). 
Goetz utgav i serien "Briefe und Akten zur Geschichte des 30-jährigen Krieges" aktstycken om kurfurst Maximilian I:s politik 1623–25 (1907, 1918), skildrade i serien "Berühmte Kunststätten" Ravenna (andra upplagan 1907) och Assisi (1908), redigerade samlingsverket "Deutschland und der Friede" (1918) och utgav med historisk inledning "Briefe Wilhelms II. an den Zaren 1894–1914" (1920).